# Grand Prix Maďarska 2019
Grand Prix Maďarska 2019 (oficiálně Formula 1 Rolex Magyar Nagydíj 2019) se jela na okruhu Hungaroring v Mogyoródo v Maďarsku dne 4. srpna 2019. Závod byl dvanáctým v pořadí v sezóně 2019 šampionátu Formule 1.

## Kvalifikace
| Poř.                       | No. | Jezdec             | Konstruktér               | Časy v kvalifikaci | Časy v kvalifikaci | Časy v kvalifikaci | Pořadí na startu |
| Poř.                       | No. | Jezdec             | Konstruktér               | Q1                 | Q2                 | Q3                 | Pořadí na startu |
| -------------------------- | --- | ------------------ | ------------------------- | ------------------ | ------------------ | ------------------ | ---------------- |
| 1                          | 33  | Max Verstappen     | Red Bull Racing-Honda     | 1:15.817           | 1:15.573           | 1:14.572           | 1                |
| 2                          | 77  | Valtteri Bottas    | Mercedes                  | 1:16.078           | 1:15.669           | 1:14.590           | 2                |
| 3                          | 44  | Lewis Hamilton     | Mercedes                  | 1:16.068           | 1:15.548           | 1:14.769           | 3                |
| 4                          | 16  | Charles Leclerc    | Ferrari                   | 1:16.337           | 1:15.792           | 1:15.043           | 4                |
| 5                          | 5   | Sebastian Vettel   | Ferrari                   | 1:16.452           | 1:15.885           | 1:15.071           | 5                |
| 6                          | 10  | Pierre Gasly       | Red Bull Racing-Honda     | 1:16.716           | 1:16.393           | 1:15.450           | 6                |
| 7                          | 4   | Lando Norris       | McLaren-Renault           | 1:16.697           | 1:16.060           | 1:15.800           | 7                |
| 8                          | 55  | Carlos Sainz Jr.   | McLaren-Renault           | 1:16.493           | 1:16.308           | 1:15.852           | 8                |
| 9                          | 8   | Romain Grosjean    | Haas-Ferrari              | 1:16.978           | 1:16.319           | 1:16.013           | 9                |
| 10                         | 7   | Kimi Räikkönen     | Alfa Romeo Racing-Ferrari | 1:16.506           | 1:16.518           | 1:16.041           | 10               |
| 11                         | 27  | Nico Hülkenberg    | Renault                   | 1:16.790           | 1:16.565           |                    | 11               |
| 12                         | 23  | Alexander Albon    | Scuderia Toro Rosso-Honda | 1:16.912           | 1:16.687           |                    | 12               |
| 13                         | 26  | Daniil Kvjat       | Scuderia Toro Rosso-Honda | 1:16.750           | 1:16.692           |                    | 13               |
| 14                         | 99  | Antonio Giovinazzi | Alfa Romeo Racing-Ferrari | 1:16.894           | 1:16.804           |                    | 17               |
| 15                         | 20  | Kevin Magnussen    | Haas-Ferrari              | 1:16.122           | 1:17.081           |                    | 14               |
| 16                         | 63  | George Russell     | Williams-Mercedes         | 1:17.031           |                    |                    | 15               |
| 17                         | 11  | Sergio Pérez       | Racing Point-BWT Mercedes | 1:17.109           |                    |                    | 16               |
| 18                         | 3   | Daniel Ricciardo   | Renault                   | 1:17.257           |                    |                    | 20               |
| 19                         | 18  | Lance Stroll       | Racing Point-BWT Mercedes | 1:17.542           |                    |                    | 18               |
| 20                         | 88  | Robert Kubica      | Williams-Mercedes         | 1:18.324           |                    |                    | 19               |
| 107% času vítěze: 1:21.124 |     |                    |                           |                    |                    |                    |                  |
| Zdroj:                     |     |                    |                           |                    |                    |                    |                  |

Poznámky
1. ↑  Antonio Giovinazzi obdržel trest posunu o 3 místa vzad za blokování Lance Strolla během kvalifikace.
2. ↑  Daniel Ricciardo obdržel trest posunu o 10 míst vzad za překročení počtu povolených pohonných jednotek.

## Závod
| Poř.                                                                               | No. | Jezdec             | Konstruktér               | Počet kol | Čas/Odstoupení | Pořadí na startu | Body |
| ---------------------------------------------------------------------------------- | --- | ------------------ | ------------------------- | --------- | -------------- | ---------------- | ---- |
| 1                                                                                  | 44  | Lewis Hamilton     | Mercedes                  | 70        | 1:35:03.796    | 3                | 25   |
| 2                                                                                  | 33  | Max Verstappen     | Red Bull Racing-Honda     | 70        | +17.796        | 1                | 19   |
| 3                                                                                  | 5   | Sebastian Vettel   | Ferrari                   | 70        | +1:01.433      | 5                | 15   |
| 4                                                                                  | 16  | Charles Leclerc    | Ferrari                   | 70        | +1:05.250      | 4                | 12   |
| 5                                                                                  | 55  | Carlos Sainz Jr.   | McLaren-Renault           | 69        | +1 kolo        | 8                | 10   |
| 6                                                                                  | 10  | Pierre Gasly       | Red Bull Racing-Honda     | 69        | +1 kolo        | 6                | 8    |
| 7                                                                                  | 7   | Kimi Räikkönen     | Alfa Romeo Racing-Ferrari | 69        | +1 kolo        | 10               | 6    |
| 8                                                                                  | 77  | Valtteri Bottas    | Mercedes                  | 69        | +1 kolo        | 2                | 4    |
| 9                                                                                  | 4   | Lando Norris       | McLaren-Renault           | 69        | +1 kolo        | 7                | 2    |
| 10                                                                                 | 23  | Alexander Albon    | Scuderia Toro Rosso-Honda | 69        | +1 kolo        | 12               | 1    |
| 11                                                                                 | 11  | Sergio Pérez       | Racing Point-BWT Mercedes | 69        | +1 kolo        | 16               |      |
| 12                                                                                 | 27  | Nico Hülkenberg    | Renault                   | 69        | +1 kolo        | 11               |      |
| 13                                                                                 | 20  | Kevin Magnussen    | Haas-Ferrari              | 69        | +1 kolo        | 14               |      |
| 14                                                                                 | 3   | Daniel Ricciardo   | Renault                   | 69        | +1 kolo        | 20               |      |
| 15                                                                                 | 26  | Daniil Kvjat       | Scuderia Toro Rosso-Honda | 68        | +2 kola        | 13               |      |
| 16                                                                                 | 63  | George Russell     | Williams-Mercedes         | 68        | +2 kola        | 15               |      |
| 17                                                                                 | 18  | Lance Stroll       | Racing Point-BWT Mercedes | 68        | +2 kola        | 18               |      |
| 18                                                                                 | 99  | Antonio Giovinazzi | Alfa Romeo Racing-Ferrari | 68        | +2 kola        | 17               |      |
| 19                                                                                 | 88  | Robert Kubica      | Williams-Mercedes         | 67        | +3 kola        | 19               |      |
| Ret                                                                                | 8   | Romain Grosjean    | Haas-Ferrari              | 49        | Tlak vody      | 9                |      |
| Nejrychlejší kolo: Max Verstappen (Red Bull Racing-Honda) – 1:17.103 – (v kole 69) |     |                    |                           |           |                |                  |      |
| Zdroj:                                                                             |     |                    |                           |           |                |                  |      |

Poznámky
1. ↑  Max Verstappen získal jeden bod za zajetí nejrychlejšího kola.

## Průběžné pořadí po závodě
Pohár jezdců
|        | Pořadí | Jezdec           | Body |
| ------ | ------ | ---------------- | ---- |
|        | 1      | Lewis Hamilton   | 250  |
|        | 2      | Valtteri Bottas  | 188  |
|        | 3      | Max Verstappen   | 181  |
|        | 4      | Sebastian Vettel | 156  |
|        | 5      | Charles Leclerc  | 132  |
| Zdroj: |        |                  |      |

Pohár konstruktérů
|        | Pořadí | Konstruktér               | Body |
| ------ | ------ | ------------------------- | ---- |
|        | 1      | Mercedes                  | 438  |
|        | 2      | Ferrari                   | 288  |
|        | 3      | Red Bull Racing-Honda     | 244  |
|        | 4      | McLaren-Renault           | 82   |
|        | 5      | Scuderia Toro Rosso-Honda | 43   |
| Zdroj: |        |                           |      |